# План «А»
План «А» — один з варіантів плану війни Російської імперії проти Німеччини та Австро-Угорщини, розроблений російським Генеральним штабом напередодні Першої світової війни. Базувався на мобілізаційному плані 1890 року, який був запропонований начальником Головного штабу генералом М.Обручевим.
У випадку завдавання Німеччиною головного удару по Франції, передбачав розгортання основних сил російської армії проти Австро-Угорщини, а частки сил (на 15 добу війни) — проти Німеччини. Варіант «А» плану війни з деякими змінами був запроваджений у життя у воєнній кампанії 1914 року.